# 启昔礼
启昔礼（羅馬化：Kišiliq，秘史记音：乞失里黑），又译作启昔里、乞失力、乞失里黑等，斡剌纳儿氏，蒙古第56位开国功臣（千户）。哈剌哈孙之曾祖父。
启昔礼原属克烈部，他和巴歹当时是王罕部将也客扯连的牧马人。1203年，他们二人获悉王罕父子准备密谋杀害铁木真，于是向铁木真告密，使其幸免于难。铁木真击败克烈部后，受赐克烈部汪豁真人，并赐号“答剌罕”，子孙世袭。蒙古国建立后他成为千户功臣。此后还曾率军出征金和西域等地。1236年，与巴歹一同分封邢州户。

## 延伸阅读
[在维基数据编辑]
 《新元史/卷129》，出自柯劭忞《新元史》